# Hip hop
Nhạc hip hop, bao gồm cả nhạc rap, là một thể loại âm nhạc và trào lưu văn hóa xuất hiện từ thập niên 1970 tại quận Bronx, New York. Nền văn hóa này xuất thân và phát triển ở những khu ghetto (thường là những nơi ở tập trung của những người nghèo, người da màu, nơi thường gắn liền với nhiều tệ nạn xã hội và băng đảng).

## Lịch sử hình thành
Vào thập niên 1970, tức 10 năm trước khi được cả thế giới công nhận, dòng nhạc hip hop là sự ca tụng cuộc sống đã từ từ phát triển các nguyên tố của nó để rồi hình thành một hoạt động văn hóa. Nhờ vào nguồn năng lượng và động lực của nó mà hip hop đã trở thành chiếc "chìa khoá" của sự nâng cao và cải cách như một công trình trị giá hàng tỷ đô la.